# Həsən Əliyev
Həsən Həsən oğlu Əliyev (ur. 14 listopada 1989) – azerski zapaśnik walczący w stylu klasycznym. Olimpijczyk z Londynu 2012; gdzie zajął piąte miejsce w kategorii 60 kg.
Mistrz świata w 2010, brązowy medalista w 2016, a piąty w 2013 i 2014. Pięciokrotnie stawał na podium mistrzostw Europy, na najwyższym stopniu w 2010. Brązowy medalista igrzysk europejskich w 2015. Wicemistrz igrzysk wojskowych w 2019 roku.
Pierwszy w Pucharze Świata w 2015; drugi w 2017; trzeci w 2011 i 2014. Mistrz świata wojskowych w 2016 i 2018. Mistrz Świata juniorów w 2010 i mistrz Europy w 2008 i 2009 roku.

## Turniej wLondynie 2012
| Konkurencja             | Walki        | Walki                    | Walki                  | Walki                 | Walki                       | Klas. końcowa |
| Konkurencja             | Przeciwnik I | Przeciwnik II            | Przeciwnik III         | Półfinał              | Repasaże                    | Miejsce       |
| ----------------------- | ------------ | ------------------------ | ---------------------- | --------------------- | --------------------------- | ------------- |
| styl klasyczny do 60 kg | wolny los    | Stig André Berge (NOR) W | Jeong Ji-hyeon (KOR) W | Rewaz Laszchi (GEO) L | Zaur Kuramagomiedow (KAZ) L | V             |